# Archeologia sperimentale

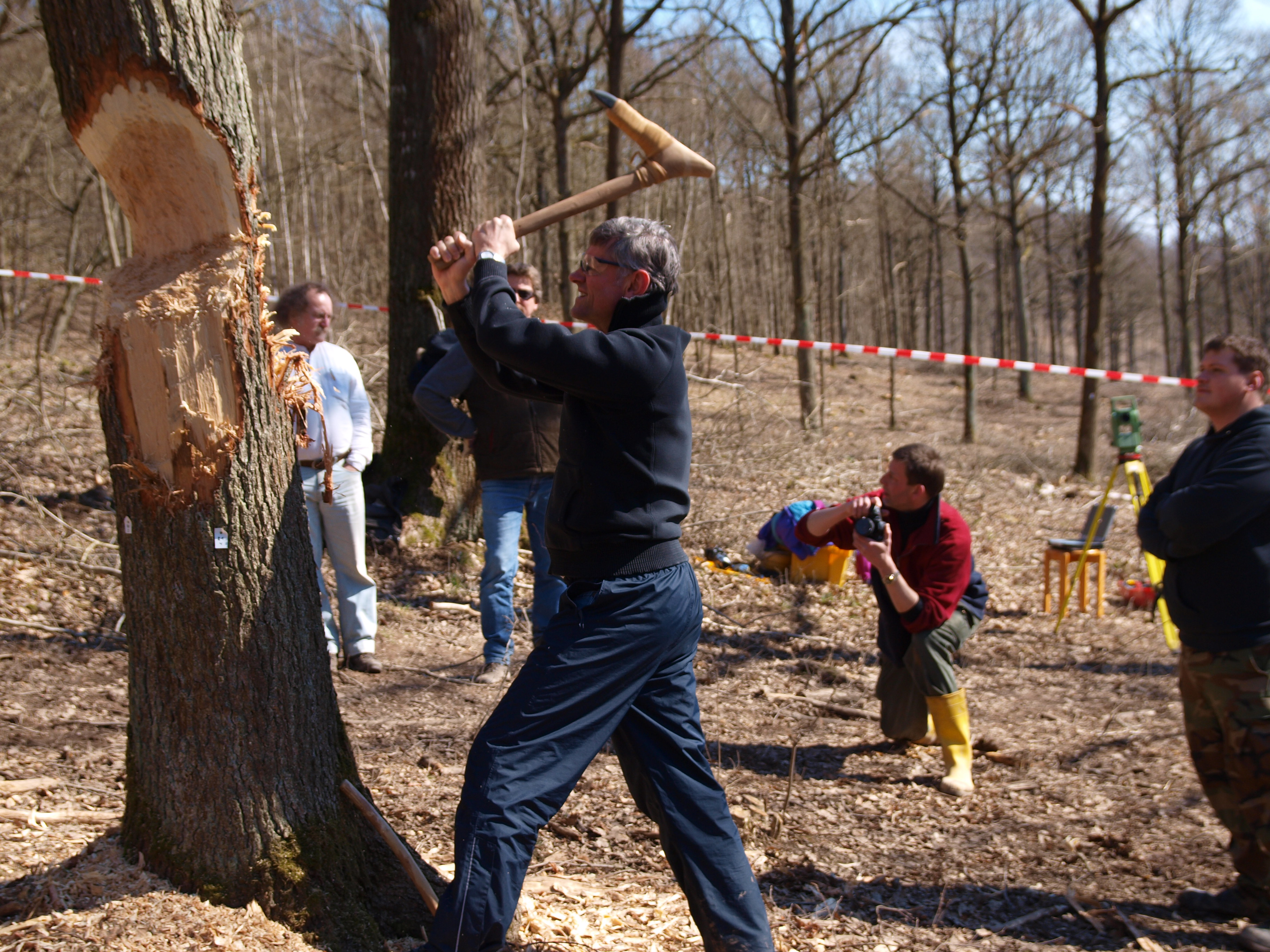
Un archeologo impiega la ricostruzione di un'ascia del 5000-5600 a.C.

L'archeologia sperimentale è una disciplina storica che tenta di verificare sperimentalmente, mettendole in pratica, le tecniche costruttive e di fabbricazione antiche, le caratteristiche dei manufatti e degli edifici così prodotti, l'organizzazione del lavoro e l'organizzazione sociale necessarie per arrivare a quei risultati. Essa si presenta pertanto come una disciplina complementare all'archeologia classica e in particolare della archeologia della produzione, che da una parte si appropria delle ricerche svolte da quest'ultima, dall'altra la completa, dando indicazioni sulla fattibilità e la coerenza delle ipotesi storico-archeologiche.
In linea con l'approccio delle scienze sperimentali, questa disciplina impone un rigoroso metodo di lavoro, in modo da ottenere risultati condivisibili, riproducibili e misurabili. Va specificato che il risultato non è il manufatto riprodotto, ma l'insieme di conoscenze che si ricavano durante il lavoro di ricerca.
L'archeologia sperimentale non è pertanto una semplice messa in opera di spettacoli di ricostruzione storica. Ciononostante questa disciplina costituisce una fonte di informazione attendibile per queste attività, e spesso gli archeologi si prestano come operatori nelle relative manifestazioni. Inoltre, la possibilità di rapportarsi nella pratica con le tecnologie antiche risulta di grande valore didattico, permettendo di avvicinare il grande pubblico e far interessare i bambini.

## Metodo di ricerca
Il metodo di ricerca dell'archeologia sperimentale, può essere sommariamente riassunto in una serie di fasi:
1. definizione del progetto di ricerca e identificazione degli scopi;
2. studio storico/archeologico della cultura in esame e di quelle coeve;
3. studio dell'habitat e delle risorse naturali presenti nell'area di interesse nel periodo preso in esame;
4. analisi approfondita dei reperti archeologici, per stabilirne tutte le caratteristiche rilevabili;
5. progettazione di un ciclo produttivo per la realizzazione del manufatto, coerente con le possibilità tecnologiche della cultura di riferimento;
6. ricostruzione sperimentale dei manufatti;
7. analisi dei manufatti realizzati;
8. studio comparativo tra i reperti d'epoca e quanto realizzato;
9. redazione di una relazione complessiva che integri, dati storici, dati archeologici, lavoro svolto e risultati documentabili.

Dal risultato dello studio comparativo si può capire se il processo tecnologico messo in atto può essere quello usato in passato per realizzare i manufatti ritrovati nei siti. Nell'impossibilità di avere testimonianze dirette, queste possono essere assunte come teorie plausibili.
Dallo studio della "teoria tecnologica plausibile" si possono ipotizzare aspetti sociali (comportamenti, composizione sociale, ecc..) altrimenti non conoscibili se non in presenza di testimonianze storiche.
Un'importante fonte di ricerca supplementare deriva dalla possibilità, al termine del lavoro di ricostruzione, di sperimentare in pratica dei manufatti storicamente attendibili (vista l'ovvia impossibilità di usare i preziosi reperti archeologici).
Caratteristica peculiare dell'archeologia sperimentale è l'interdisciplinarità: il dover indagare sulle tecnologie antiche impone la necessità di istruirsi sulle varie tecnologie e informarsi sui relativi aspetti scientifici. Per un tale lavoro ci si deve comunque avvalere di specifiche competenze, che, se non praticamente assimilabili da parte dell'archeologo, richiedono l'ausilio di specifiche professionalità (tecnici o scienziati di altre discipline).
Per esempio, indagando su come potesse essere realizzata una spada di bronzo, potrebbero essere necessari l'impegno di un fonditore professionale, di un ingegnere meccanico, di un chimico, di un geologo, di uno scalpellino, eccetera, competenze tutte supervisionate e messe in relazione dall'archeologo.

## Problemi
L'archeologia sperimentale soffre sostanzialmente di due grossi problemi:
1. I reperti archeologici sono troppo preziosi per rischiare che siano danneggiati, pertanto la loro disponibilità per analisi approfondite è limitata (per pezzi unici è addirittura nulla). In tal modo viene a mancare una delle premesse fondamentali per una ricerca sul tema.
2. I reperti archeologici sono spesso incompleti, danneggiati, rovinati dall'uso e dal tempo. Questo fa sì che vi siano difficoltà nel trovare elementi che permettono di intuirne le tecniche realizzative; le stesse operazioni di finitura, realizzate in antichità, finiscono per coprire le tracce della lavorazione.

## Applicazioni della disciplina

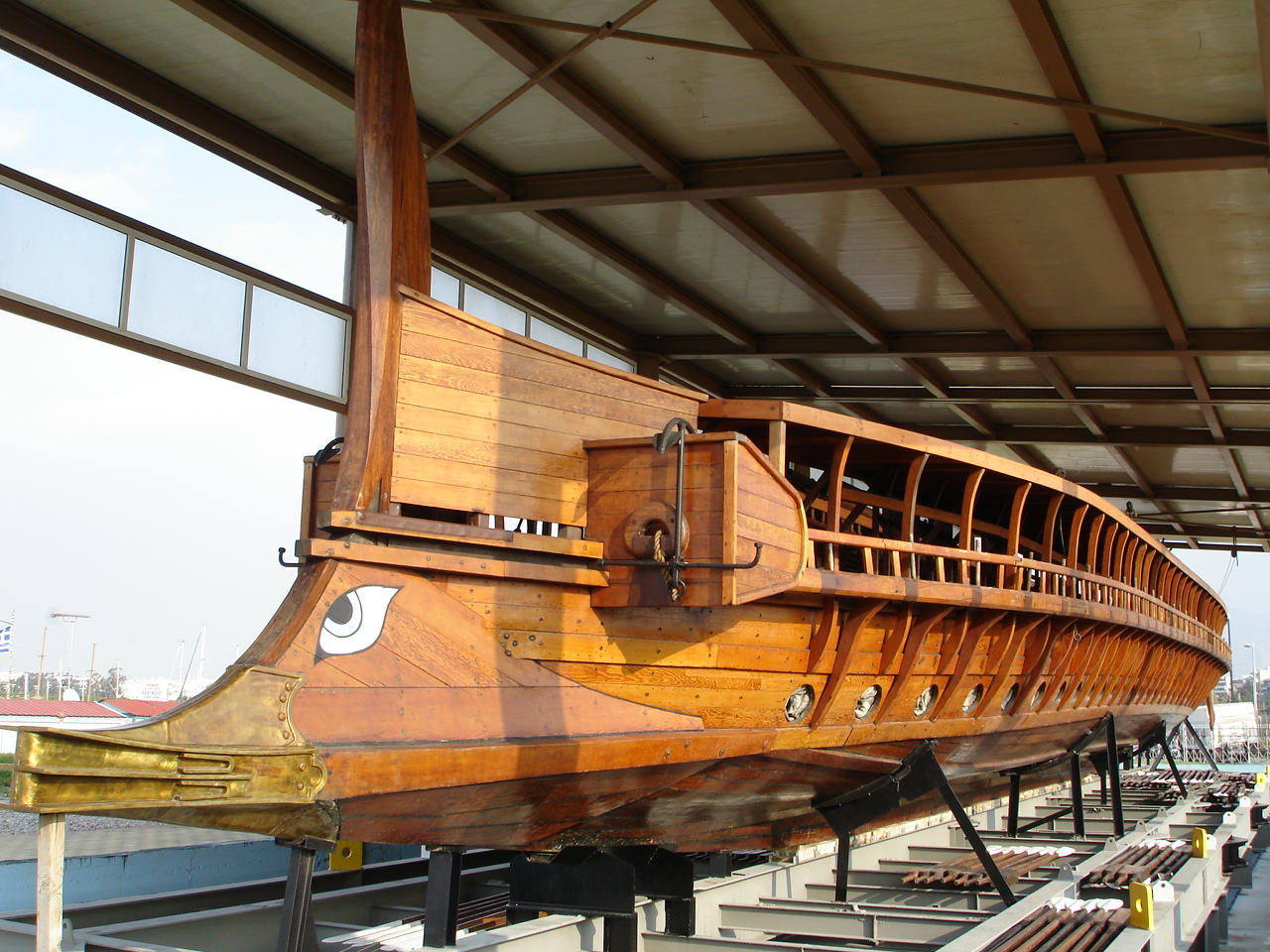
L'Olympias, ricostruzione di una trireme ateniese, è un esempio di archeologia sperimentale applicata a mezzi di trasporto

Si sono applicate le tecniche antiche (per quanto conosciute):
- alla produzione di cibo (dal disboscamento all'aratura, mietitura, immagazzinamento, preparazione, cottura e consumo, sempre utilizzando attrezzi e metodi che riproducono esattamente quelli antichi).
- alla preparazione dei materiali da costruzione (taglio e sgrossatura del legname; fabbricazione di mattoni crudi o cotti, di tegole e altro; estrazione e lavorazione della pietra da taglio; costruzione di macchine di sollevamento).
- alla costruzione di edifici.
- alla fabbricazione di mezzi di trasporto (barche; navi; sistemi di aggiogamento del bestiame; slitte; carri).
- alla produzione di manufatti in pietra scheggiata (ricostituzione delle catene operative), in metallo (fabbricazione dei forni, dei crogioli, degli strumenti di lavorazione, dei prodotti finiti) e in altri materiali.
- alla produzione di materiale scrittorio (pergamena, papiro, calamai, penne, inchiostri, legature).
- alla produzione di libri manoscritti, strumenti musicali antichi, miniature, decorazioni artistiche.
- allo studio dei tempi e delle modalità di deterioramento di manufatti costruiti con quelle tecniche e sottoposti a sollecitazioni speciali (uso prolungato, intemperie, incendi ecc.)
- alla produzione di oggetti in legno, pietra, osso e corno tentando la ricostruzione di tecniche preistoriche.
- alla produzione di manufatti in ceramica secondo l'uso antico.